# 上多灵
上多灵是德国巴伐利亚州的一个市镇。总面积19.37平方公里，总人口1187人，其中男性567人，女性620人（2011年12月31日），人口密度61人/平方公里。